# کیسوکه تسوبوی
کیسوکه تسوبوی (به انگلیسی: Keisuke Tsuboi) بازیکن فوتبال اهل ژاپن و عضو تیم ملی فوتبال ژاپن است که در تاریخ ۱۱ ژوئن ۲۰۰۳ میلادی اولین بازی ملی‌اش را انجام داد. او در ۴۰ بازی ملی حضور داشت و آخرین بازی ملی خود را در تاریخ ۱ ژوئن ۲۰۰۷ میلادی انجام داد. کیسوکه تسوبوی در بازی‌های ملی‌اش
گلی به ثمر نرساند.